# Skyline (Alabama)
Skyline is een plaats (town) in de Amerikaanse staat Alabama, en valt bestuurlijk gezien onder Jackson County.

## Demografie
Bij de volkstelling in 2000 werd het aantal inwoners vastgesteld op 843.
In 2006 is het aantal inwoners door het United States Census Bureau geschat op 842, een daling van 1 (-0,1%).

## Geografie
Volgens het United States Census Bureau beslaat de plaats een oppervlakte van
10,0 km², geheel bestaande uit land.

## Plaatsen in de nabije omgeving
De onderstaande figuur toont de plaatsen in een straal van 32 km rond Skyline.